# Didier Notheaux
Didier Notheaux (Déville-lès-Rouen, 1948. február 4. – 2021. augusztus 18.) francia labdarúgó, hátvéd, edző.

## Pályafutása

### Játékosként
1974-ig az FC Rouen labdarúgója volt. 1974 és 1976 között az RC Lens, 1976–77-ben a Stade Rennais csapatában szerepelt. 1977-ben visszatért az FC Rouen együtteséhez, ahol 1980-ban fejezte be az aktív labdarúgást.

## Edzőként
Visszavonulása után edzőként dolgozott 2007-ig. 1983 és 1988 között a Le Havre, 1988 és 1990 között az FC Mulhouse, 1990–91-ben a Stade de Reims, 1991 és 1993 között a Stade Rennais vezetőedzője volt. 1995–96-ban a Sochaux-Montbéliard szakmai munkáját irányította. 1998–99-ben Burkina Faso-i válogatott, 2007-ben a benini, majd újra a Burkina Faso-i válogatott szövetségi kapitánya volt.